# Стад Анри Жорис
«Анри́ Жори́с», или «Стад Анри́ Жори́с» (фр. Stade Henri-Jooris), ранее «Стад Викто́р Буке́» (фр. Stade Victor-Boucquey), — футбольный стадион в городе Лилль, Франция. С 1907 года по 1944 год являлся домашним стадионом для клуба «Олимпик Лилль», после образования единой городской команды, до 1975 года домашняя арена клуба «Лилль». Являлся одной из арен чемпионата мира по футболу 1938 года. В 1975 году закрыт и снесен.

## История

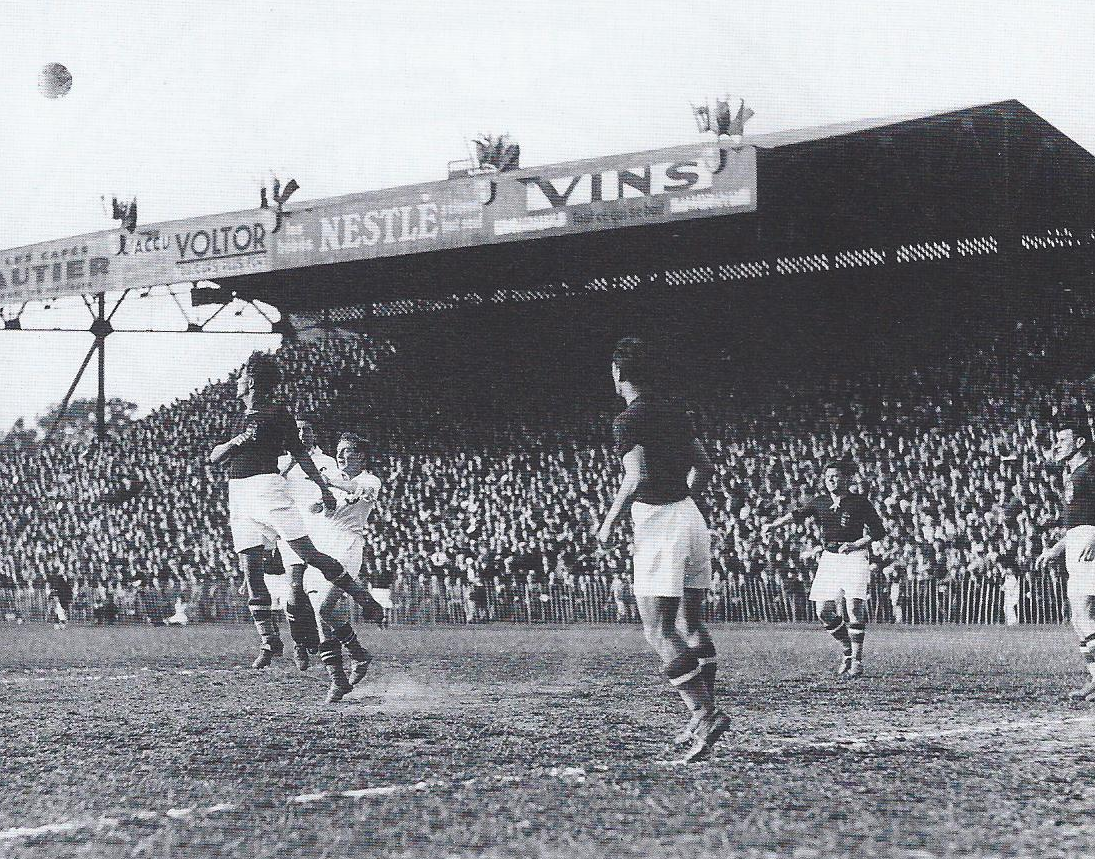
Матч чемпионата мира 1938 года между сборными Венгрии и Швейцарии

Стадион под названием Стад де л’авеню де Дюнкерк (фр. Stade de l'avenue de Dunkerque), был торжественно открыт в 19 октября 1902 году, и являлся главным стадионом города. Использовался главным образом спортивным обществом Олимпик Лилль, для проведения матчей по хоккею на траве и футболу, в 1907 году стадион закрепляется за футбольным клубом Олимпик Лилль. До 1914 года стадион переименовывается в Стад Витор Буке, в честь одного из руководителей общества Олимпик, в 1914 году стадион принимает первый матч сборной Франции по футболу за пределами Парижа, против сборной Бельгии. 12 июня 1938 года, в присутствии 15 000 зрителей, на стадионе проводится игра чемпионата мира по футболу между сборными Венгрии и Швейцарии, завершившаяся со счетом 2:0. В августе 1943 года стадион последний раз в своей истории переименовывается в честь президента Олимпика — Анри Жориса. В 1944 году власти Лилля принимают решение об обеднении двух городских команд в одну, так, в результате объединения Олимпика Лилль и клуба Фив образуется единый клуб Лилль, который вплоть до 1975 года проводит домашние матчи на «Стад Анри Жорис».
17 февраля 1946 года на принципиальный матч между «Лиллем» и «Лансом» собирается 18 000 зрителей, конструкция стадиона не выдерживает такова наплыва зрителей и происходит обрушение, под весом сидящих на ней зрителей, рушится крыша одной из трибун стадиона, 53 человека госпитализированы, но никто не умер. Стадион был закрыт на реконструкцию, и открыт через год.
В 1975 году команда Лилль переезжает на новый Стад Гримонпре-Жориc (фр. Stade Grimonprez-Jooris). В этом же году стадион разрушают, а на его месте начинается строительство жилых домов.